# Российское гуманистическое общество
Российское гуманистическое общество (РГО) (полное название: Межрегиональная общественная организация содействия развитию гуманизма «Российское гуманистическое общество») — российская негосударственная общественная некоммерческая организация, заявляющая своей целью поддержку и развитие идеи светского гуманизма. Зарегистрирована 16 мая 1995 года.

## Устав
Согласно уставу РГО, общество «является межрегиональным общественным объединением на добровольных началах лиц, заинтересованных в разработке и распространении в Российской Федерации идей и принципов светского (гражданского, или секулярного) гуманизма».

## Направления деятельности

### Научная
РГО занимается теоретической разработкой идей гуманизма, организацией научных исследований, конференций, симпозиумов и семинаров, посвящённых вопросам светского гуманизма.
Одним из направлений деятельности РГО является создание центров независимой экспертизы заявлений о паранормальных, таинственных и мистических явлениях с целью выявления их достоверности и реального смысла.
Общество провело две международные конференции — «Наука и здравый смысл в России: Кризис или новые возможности» (Москва, 2-4 октября 1997 года) и «Наука и гуманизм — планетарные ценности третьего тысячелетия» (Санкт-Петербург, 14-18 июня 2000 года).
Запланированный на 25-27 мая 2007 года международный научный симпозиум «Наука и человеческие ценности» не состоялся.

### Учебно-воспитательная и культурно-просветительская
РГО занимается разработкой учебников и учебно-методических материалов по дисциплине «Гуманизм» и организацией её преподавания на всех уровнях системы народного образования. Созданием и внедрением в практику воспитательных программ, способствующих выработке гуманистического мировоззрения, стиля и психологии мышления, основанных на здравом смысле и скептицизме, научности, объективности, конструктивности и гуманности. Так, членами РГО были разработаны спецкурсы для студентов специальности «философия», такие как «Гуманистическая философия, психология и педагогика», «Основы современного гуманизма. Спецкурс для студентов философского факультета МГУ им. М.В. Ломоносова», «Позитивная психология личности и мышления», «Позитивная философия образования», «Основы критического мышления».
По направлению критики различных форм мистицизма и иррационализма РГО тесно сотрудничает с Комиссией РАН по борьбе с лженаукой и фальсификацией научных исследований. При активном участии РГО 3-7 октября 2001 года в Москве в здании Президиума РАН состоялся международный симпозиум «Наука, антинаука и паранормальные верования», на котором обсуждались проблемы социального и ценностного статуса науки, конфронтации научного и антинаучного знания, распространения паранормальных верований и др.

### Издательская
Издание журналов гуманистического и научно-скептического направлений, подготовка и публикация материалов: книг, брошюр, программ и т.д., связанных с научной разработкой идей и ценностей науки и светского гуманизма.
Российское гуманистическое общество, Исследовательский центр РГО при МГУ им. М.В. Ломоносова при поддержке американского Исследовательского центра и Совета по секулярному гуманизму (Амхерст), философского факультета МГУ им. М.В. Ломоносова, Российского философского общества и Общероссийского общественного движения «За здоровую Россию» издаёт с осени 1996 года журнал «Здравый смысл: Журнал скептиков, оптимистов и гуманистов».
РГО публикует или содействует публикации книг и брошюр по гуманизму, свободомыслию и научному скептицизму. Среди изданий такого рода:
- Куртц П. Запретный плод: Этика гуманизма. — М.: РГО, 2002. — 222 с.
- Кувакин В. А. Твой рай и ад. Человечность и бесчеловечность человека. — 1998.
- Куртц П. Искушение потусторонним. — 1999.
- Круглов А. Словарь. Психология и характерология понятий : в 3 т. — 1999.
- Куртц П. Мужество стать: Добродетели гуманизма. — М.: РГО, 2000. — 160 с.
- Современный гуманизм: Документы и исследования. — М.: РГО, 2000. — 144 с.
- Возможность невозможного: Планетарный гуманизм для России и мира. — М.: РГО, 2001. — 597 с.
- Гивишвили Г. В. Феномен гуманизма. — М.: РГО, 2001. — 400 с.
- Поругание разума. — 2001.
- Философия гуманизма. — 2009.
- С. С. Перуанский «Манифест гуманистической партии»
- Богословский М. М. Душа человеческая. — М.: РГО, 2002. — 175 с.
- Лашов В. В. Гуманизм Льва Шестова. — М.: РГО, 2003. — 117 с.
- В защиту разума. — М.: РГО, 2003. — 246 с.
- Васин В. М., Кулик Б. А. «Антиинтеллектуальные» размышления двух людей, живущих по разные стороны океана. — М.: РГО, 2003. — 320 с.
- Прагматический натурализм в американской философии : сб. ст. : пер. с англ. — М. : РГО, 2003. — 104 с.

- Альманах «Светский союз» (ежегодные выпуски с 2002).

### Социальная
Установление контактов для совместной деятельности с общественными организациями и государственными учреждениями, в функции которых входят задачи гуманизации социальных отношений, защиты прав человека и поддержки незащищённых групп населения (пенсионеров, инвалидов, малоимущих и т. д.).
РГО поддерживает связи с такими организациями, как Институт свободы совести, Межрегиональная общественная организация «Союз атеистов», Атеистическое общество Москвы (АТОМ).

### Международная
Российское гуманистическое общество является ассоциированным членом Международного гуманистического и этического союза (МГЭС) и действительным членом Европейской гуманистической федерации (ЕГФ).

## Препятствия
В настоящее время Российское гуманистическое общество находится в стадии кризиса, несмотря на значительную теоретическую и дискуссионную активность в середине 90-х-начале 2000-х гг. и активную работу по трем направлениям деятельности: издательской, исследовательской, культурно-просветительской. В статье Коростиченко Е.И., Слепцовой В.В. делается заключение о том, что на современном этапе развития гуманистическое движение в нашей стране не может конкурировать с православной религией и другими распространенными идеологиями ни в публичной, ни в приватной сфере. История общества, тем не менее, является важной частью сложных процессов секуляризации в России.